# Pomarea
Pomarea är ett fågelsläkte i familjen monarker inom ordningen tättingar. Släktet omfattar nio arter med utbredningsområde på öar i östra Stilla havet som alla är utrotningshotade eller redan utdöda:
- Tahitimonark (P. nigra)
- Maupitimonark (P. maupitiensis) – utdöd
- Rarotongamonark (P. dimidiata)
- Eiaomonark (P. fluxa) – utdöd
- Nukuhivamonark (P. nukuhivae) – utdöd
- Uahukamonark (P. iphis)
- Uapoumonark (P. mira)
- Marquesasmonark (P. mendozae)
- Fatuhivamonark (P. whitneyi)